# Voie verte des Hautes-Vosges
La voie verte des Hautes-Vosges est une piste multi-activités, utilisant d'anciennes voies de chemin de fer dans la haute vallée de la Moselle et la vallée de la Moselotte, dans le pays de Remiremont et ses vallées du département des Vosges.

## Historique et tracé
La voie verte des Hautes-Vosges est découpée en deux morceaux distincts qui reprennent le tracé de deux lignes de chemin de fer :
- La ligne de Remiremont à Cornimont (dans la vallée de la Moselotte) qui traverse les communes de Dommartin-lès-Remiremont, Saint-Amé, Vagney, Thiéfosse, Saulxures-sur-Moselotte et Cornimont. Cette partie nord de la voie verte, longue de 23 km, a été inaugurée en 1997. Elle a été complétée le 26 septembre 2009 par l'inauguration d'un tronçon de 8 km entre Cornimont et La Bresse (630 m) qui ne faisait pas partie de l'ancienne ligne de chemin de fer.
- Un tronçon déclassé de la ligne d'Épinal à Bussang (entre Remiremont et Bussang dans la haute vallée de la Moselle). Cette ligne traverse les communes de Remiremont (395 m), Vecoux, Rupt-sur-Moselle, Ferdrupt, Ramonchamp, Le Thillot, Fresse-sur-Moselle, Saint-Maurice-sur-Moselle et Bussang (610 m). Cette partie sud de la voie verte, longue de 33 km, a été inaugurée le 8 septembre 2007 par le président du Sénat et du Conseil général des Vosges Christian Poncelet, le préfet des Vosges Albert Dupuy et le président du syndicat de la voie verte de la Haute-Moselle Jean-Claude Côme.

## Description

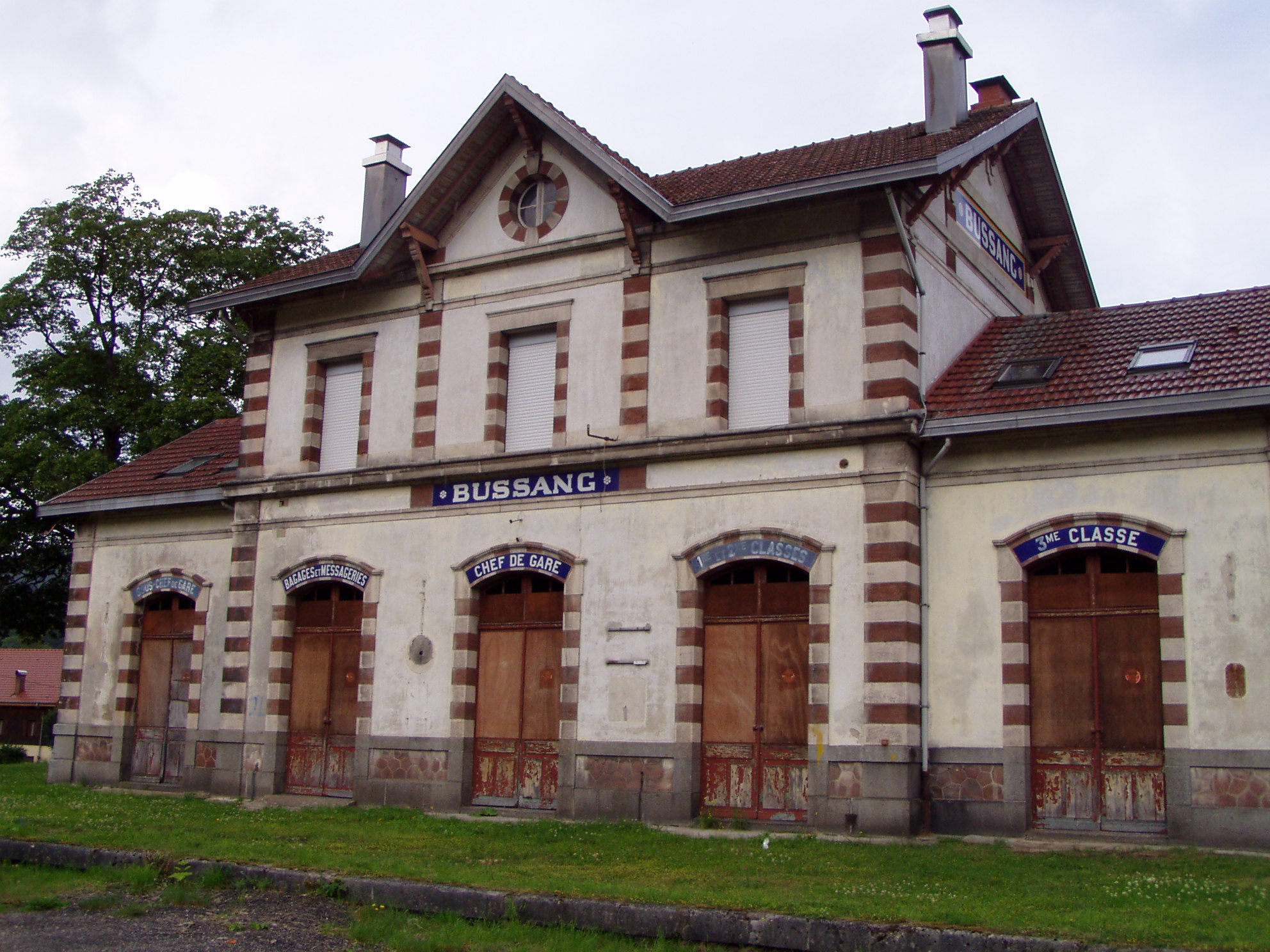
L'ancienne gare de Bussang, qui marque la fin de la partie sud de la voie verte.

La voie verte des Hautes-Vosges est une piste multi-activités de 62 km en pleine montagne où cohabitent librement les piétons, joggeurs, randonneurs, skieurs de fond en hiver…, et les conducteurs de véhicules sans moteurs (cyclistes, vététistes, trottineurs, patineurs à roulettes, skateurs, skieurs à roulettes…). Les chevaux sont interdits et seuls peuvent être autorisés exceptionnellement les véhicules de secours, de service et d’entretien. Elle est soumise au code de la route.
Elle appartient au domaine privé du département des Vosges mais est gérée par deux syndicats intercommunaux, un pour chaque vallée. Ces syndicats sont chargés de sa gestion, de son entretien, de son développement et de son animation :
- Pour la vallée de la Moselotte, ils regroupent les communautés de communes de la Porte des Vosges Méridionales et des Hautes-Vosges
- Pour la vallée de Haute-Moselle, ils regroupent les communautés de communes de la Porte des Vosges Méridionales et des Ballons des Hautes-Vosges.

## Patrimoine

### Anciennes gares

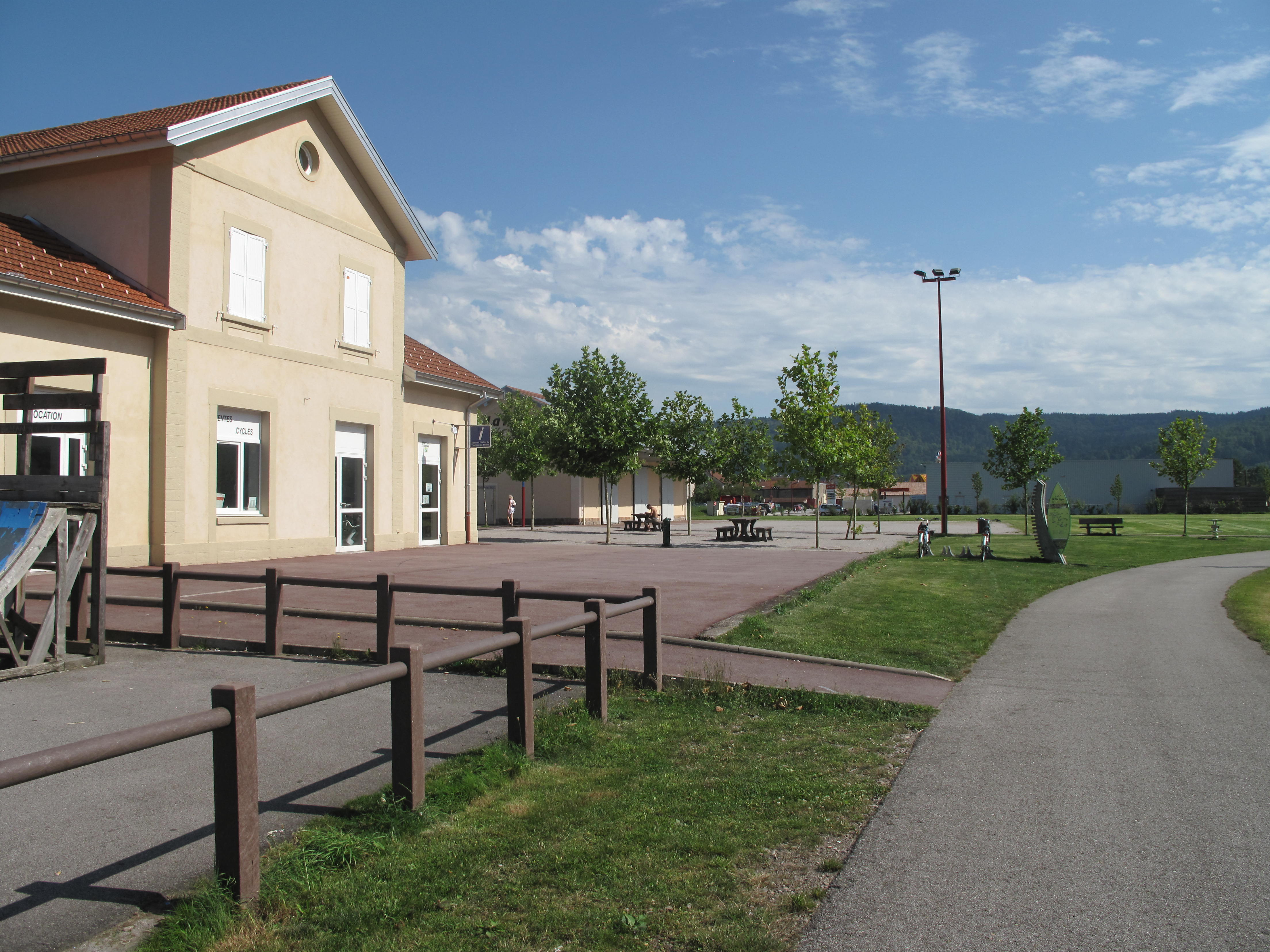
La voie verte à Rupt-sur-Moselle.

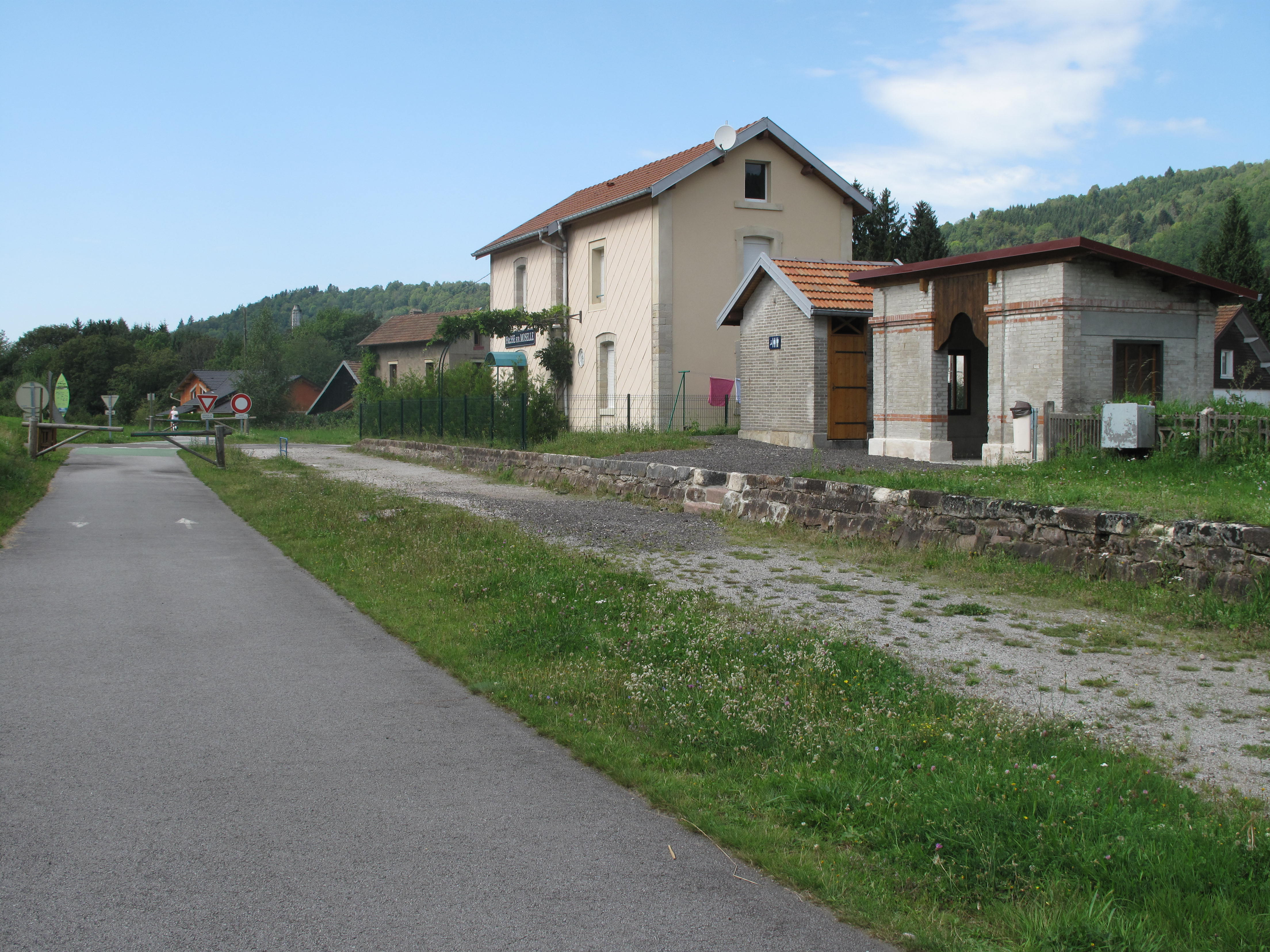
La voie verte à Fresse-sur-Moselle.

La voie verte est ponctuée le long de ses deux parcours par les anciennes gares ferroviaires.
Parcours le long de la vallée de la haute Moselle :
- Gare de Vecoux
- Gare de Rupt-sur-Moselle transformée en une antenne de l'office du tourisme du Thillot
- Gare de Ferdrupt
- Gare de Ramonchamp
- Gare du Thillot transformée en maison des Hautes-Mynes
- Gare de Fresse
- Gare de Bussang transformée en office de tourisme

Parcours le long de la vallée de la Moselotte :
- Gare de Syndicat - Saint-Amé
- Gare de Vagney
- Gare de Thiéfosse
- Gare de Saulxures-sur-Moselotte
- Gare de Cornimont

### Patrimoine religieux
Patrimoine religieux visible le long de la voie verte et facilement accessible.
Parcours le long de la vallée de la haute Moselle :
- Église Saint-Laurent de Dommartin-lès-Remiremont
- Église Saint-Louis de Vecoux
- Église Saint-Étienne de Rupt-sur-Moselle
- Église Saint-Rémy-et-Saint-Blaise de Ramonchamp
- Église Saint-Jean-Baptiste du Thillot
- Église Saint-Brice de Fresse-sur-Moselle
- Église Saint-Maurice de Saint-Maurice-sur-Moselle
- Église Sainte-Barbe de Bussang

Parcours le long de la vallée de la Moselotte :
- Église Saint-Lambert de Vagney
- Église Sainte-Cécile de Zainvillers (commune de Vagney)
- Porche de la chapelle de Zainvillers (commune de Vagney)
- Église Saint-Antoine de Thiéfosse
- Église Saint-Prix de Saulxures-sur-Moselotte
- Église Saint-Barthélémy de Cornimont

### Patrimoine profane
Patrimoine profane visible le long de la voie verte et facilement accessible.
Parcours le long de la vallée de la haute Moselle :
- Base de loisirs de Remiremont
- La place de l'hôtel de ville du Thillot avec la stèle du général Jean de Lattre de Tassigny
- Casino de Bussang

Parcours le long de la vallée de la Moselotte :
- Gorges de Crosery à Thiéfosse
- Château de Saulxures-sur-Moselotte

### Source et lien externe
- Site officiel de la voie verte des Hautes-Vosges